# Instituto Histórico y Geográfico de Río Grande del Sur
El Instituto Histórico y Geográfico de Río Grande del Sur (IHGRGS) es una institución privada sin fines de lucro con sede en Porto Alegre, Brasil. Fue fundada el 5 de agosto de 1920 y tiene por objeto promover y divulgar el conocimiento sobre el estado de Río Grande del Sur. Tuvo varias sedes hasta ocupar el edificio actual en el centro histórico de la capital gaúcha que fue inaugurado el 25 de marzo de 1972. La sede actual cuenta con una sala de investigación, la Biblioteca Tomás Carlos Duarte, una sala de archivos, una biblioteca general, una mapoteca y un auditorio con capacidad para 150 personas.
Posee dos grandes colecciones bibliográficas en su cede (cerca de 150 mil volúmenes en total), que tratan principalmente sobre la historia y la geografía del estado así como antropología, paleontología y folclore. En el 2003, el instituto inició la digitalización de su biblioteca.
El IHGRGS, hasta la década de 1950, fue la principal institución productora y difusora de conocimiento histórico del estado más incluso que la Universidad Federal. Fue en las décadas de 1930 y 1940 que alcanzó su auge, con la conmemoración del centenario de la Revolución Farroupilha y la realización de congresos históricos. A partir de mediados de la década de 1940, ocurrió una división entre los miembros que defendían una renovación del modelo historiográfico y los que se mantenían fieles a un enfoque más político y militar. A partir de entonces, el instituto perdió la hegemonía en la producción histórica gaúcha.
La Revista do Instituto Hitórico e Geográfico do Rio Grande do Sul fue publicada trimestralmente de forma ininterrumpida de 1921 a 1950, reapareciendo en 1975. Actualmente integral el sistema de revistas académicas de la UFRGS y tiene una publicación semestral.